# ローレンス郡 (ジョージア州)
ローレンス郡（英: Laurens County）は、アメリカ合衆国ジョージア州の中央部に位置する郡である。2010年国勢調査での人口は48,434人であり、2000年の44,874人から7.9%増加した。郡庁所在地はダブリン市（人口16,201人）であり、同郡で人口最大の都市でもある。
ローレンス郡はダブリン小都市圏に属している。

## 歴史
ローレンス郡は1807年12月10日にウィルキンソン郡とワシントン郡の一部を合わせて設立された。郡名はアメリカ独立戦争の時代にサウスカロライナ州出身の軍人、かつ政治家だったジョン・ローレンス中佐に因んで名付けられた。

## 地理
アメリカ合衆国国勢調査局に拠れば、郡域全面積は818.51平方マイル (2,229.9 km2)であり、このうち陸地812.27平方マイル (2,103.8 km2)、水域は6.24平方マイル (16.2 km2)で水域率は0.76%である。

### 主要高規格道路

#### 州間高速道路
- 州間高速道路16号線

#### アメリカ国道
- アメリカ国道80号線
- アメリカ国道319号線
- アメリカ国道441号線
- アメリカ国道441号線バイパス（ダブリン周辺）

#### ジョージア州道
- ジョージア州道19号線
- ジョージア州道26号線
- ジョージア州道29号線
- ジョージア州道31号線
- ジョージア州道46号線
- ジョージア州道86号線
- ジョージア州道117号線
- ジョージア州道126号線
- ジョージア州道199号線
- ジョージア州道257号線
- ジョージア州道278号線
- ジョージア州道338号線
- ジョージア州道404号線

### 隣接する郡
- ジョンソン郡 - 北東
- エマニュエル郡 - 北東
- トロイトレン郡 - 東
- ウィーラー郡 - 南
- ドッジ郡 - 南西
- ブレックリー郡 - 西
- ウィルキンソン郡 - 北西
- トゥイッグス郡 - 北西

## 人口動態
以下は2000年国勢調査による人口統計データである。
| 基礎データ - 人口: 44,874人 - 世帯数: 17,083 世帯 - 家族数: 12,180 家族 - 人口密度: 21人/km2（55人/mi2） - 住居数: 19,687軒 - 住居密度: 9軒/km2（24軒/mi2） 人種別人口構成 - 白人: 63.44% - アフリカン・アメリカン: 34.53% - ネイティブ・アメリカン: 0.20% - アジア人: 0.80% - 太平洋諸島系: 0.03% - その他の人種: 0.40% - 混血: 0.60% - ヒスパニック・ラテン系: 1.18% 年齢別人口構成 - 18歳未満: 26.8% - 18-24歳: 9.1% - 25-44歳: 28.0% - 45-64歳: 22.8% - 65歳以上: 13.3% - 年齢の中央値: 36歳 - 性比（女性100人あたり男性の人口） - 総人口: 92.6 - 18歳以上: 88.4 | 世帯と家族（対世帯数） - 18歳未満の子供がいる: 33.8% - 結婚・同居している夫婦: 50.3% - 未婚・離婚・死別女性が世帯主: 17.1% - 非家族世帯: 28.7% - 単身世帯: 25.7% - 65歳以上の老人1人暮らし: 10.3% - 平均構成人数 - 世帯: 2.55人 - 家族: 3.06人 収入と家計 - 収入の中央値 - 世帯: 32,010米ドル - 家族: 38,586米ドル - 性別 - 男性: 29,412米ドル - 女性: 21,711米ドル - 人口1人あたり収入: 16,763米ドル - 貧困線以下 - 対人口: 18.4% - 対家族数: 14.7% - 18歳未満: 26.3% - 65歳以上: 18.9% |

## 都市と町
- ダブリン - 郡庁所在地
- アレンタウン
- キャドウェル
- デクスター
- ダドリー
- イーストダブリン
- ラベット（未編入）
- モントローズ
- レンツ